# 東郷和彦
東郷 和彦（とうごう かずひこ、1945年〈昭和20年〉1月10日 - ）は、日本の外交官、評論家、政治学者（国際関係論）。Ph.D.（ライデン大学、2009年）。
外務省条約局局長、外務省欧亜局局長、オランダ駐箚特命全権大使、ライデン大学附属国際アジア研究所教授、プリンストン大学東アジア研究学部講師、京都産業大学法学部教授、京都産業大学世界問題研究所所長などを歴任した。

## 概要
疎開先の長野県軽井沢町生まれ、東京都で育つ。東京大学教養学部を経て、1968年に外務省に入省した。欧亜局の審議官や大臣官房の総括審議官を経て、条約局や欧亜局の局長を歴任した。オランダ特命全権大使としてデン・ハーグに赴任するも、鈴木宗男事件をきっかけに2002年に罷免された。以降はライデン大学やプリンストン大学に勤務するとともに他の教育・研究機関の役職も兼任した。日本に帰国後は京都産業大学法学部教授、世界問題研究所所長、静岡県庁の対外関係補佐官、静岡県立大学グローバル研究所客員教授、それぞれを兼任した。2020年に京都産業大学を退職した。

## 人物
外務省ではロシア語研修閥である「ロシア・スクール」に属し、竹内行夫ら「アメリカ・スクール」と確執も取り沙汰された。外務省に強い影響力を有していた鈴木宗男と交際が深く、北方領土問題で歯舞・色丹の二島先行返還論を唱えたことで、田中眞紀子外務大臣の意向で駐オランダ特命全権大使の着任を一時保留された。東郷や丹波實ら外務省のロシア・スクールが鈴木宗男事件をきっかけに一掃され、2006年8月の第31吉進丸事件を巡る対応で外務省の人材不足が指摘された。自他共にロシア派を認めており、テレビの情報番組でのコメントでも常にロシア側に立った発言が多い。

## 家族・親族
母方の祖父は第二次世界大戦終戦時に外務大臣を務めた元外交官の東郷茂徳。母方の祖母はエディ・ド・ラランド（東郷エヂ）はユダヤ系ドイツ人であった。父親は元外交官の東郷文彦。母親は茂徳の長女東郷いせ。『ワシントンポスト』元記者の東郷茂彦は双子の兄である。
萩原延壽『東郷茂徳 伝記と解説』によれば、母方の祖父である茂徳の先祖は豊臣秀吉の朝鮮出兵の際に捕虜になり島津義弘の帰国に同行した朝鮮人陶工で、姓を朴（パク、ぼく）としていた。陶工達が集められた「苗代川」（現在の日置市東市来町美山）と呼ばれる地域では幕末まで朝鮮語が使われていたという。曽祖父の朴寿勝は優れた陶工で、横浜や神戸にも積極的に出かけ、外国人にも焼き物を売り込む実業家としての手腕にも長けていた。東郷姓は祖父の代に買い受けたものだが、同じ薩摩出身の海軍元帥・伯爵東郷平八郎と血縁関係はない。

## 略歴
- 1945年に疎開先の長野県北佐久郡軽井沢町で生まれ、ほどなくして帰京した。
- 1957年に学習院初等科を卒業する。初等科在学中は、文彦、いせ、双子の兄茂彦とともにオランダに1年間、スイスに2年間それぞれ在住し、語学を身につけた。
- 1960年、学習院中等科卒業
- 1964年、東京都立日比谷高等学校卒業
- 1968年、東京大学教養学部国際関係論卒業、外務省入省
- 1969年、ロシア語研修（英国陸軍教育学校及びロンドン大学スラブ東欧学研究所（英語版））
- 1972年、在ソ連邦日本国大使館三等書記官
- 1974年、外務省調査部分析課
- 1976年、同条約局条約課
- 1979年、OECD日本政府代表部一等書記官
- 1981年、在ソ連邦日本大使館一等書記官
- 1984年、外務省経済局国際エネルギー課長
- 1986年、倉成正外務大臣秘書官
- 1987年、外務省経済局書記官
- 1988年、同欧亜局ソ連邦課長
- 1992年、在アメリカ合衆国日本国大使館総括公使
- 1994年、在ロシア日本国大使館次席公使
- 1996年、外務省欧亜局審議官
- 1997年、同大臣官房総括審議官
- 1998年、同条約局長
- 1999年、同欧亜局長
- 2001年、在オランダ日本国全権大使
- 2002年、鈴木宗男事件をきっかけに「特定職員の役割を過度に重視し、外務省内のロシア関係の専門家を事実上分断して混乱をもたらした結果、外務公務員の信用を著しく失墜させた」として駐オランダ大使を更迭される。この時依願退職を求められるも拒否したため大使を罷免[要出典]された。その後、相談相手であった同期入省の鏡武が大使を務めるアイルランドへ渡った。
- 2002年、外務省退官、ライデン大学講師
- 2003年、同大学付属国際アジア研究所教授フェロー
- 2004年、同大学退職、プリンストン大学東アジア研究学部講師兼研究員
- 2006年、淡江大学（台湾）大学院日本研究所客員教授
- 2007年、カリフォルニア大学サンタバーバラ校政治学部客員教授
- 2007年、ソウル大学校国際大学院客員教授
- 2008年、テンプル大学ジャパンキャンパス客員教授
- 2009年、人文科学博士 (Ph.D.)（ライデン大学）
- 2009年、京都産業大学客員教授
- 2010年4月、京都産業大学法学部教授、同・世界問題研究所長
- 2011年4月、静岡県対外関係補佐官（兼任）
- 2020年、京都産業大学退職

## 所属団体
- 日本国際フォーラム（政策委員[2]）

## TV出演
- NHKスペシャル『北方領土　解決の道はあるのか』2011年2月13日放送
- たかじんのそこまで言って委員会（読売テレビ）『侵略だ！“竹島＆尖閣”が緊迫　中韓暴挙に打つ手は…激論！“領土守る戦術”』2012年9月9日放送

## 外務省同期
- 赤澤正人（元嘉悦大学長・神田外語大学長）
- 榎泰邦（元駐インド大使・外務省中東アフリカ局長）
- 大島正太郎（元駐韓大使・外務審議官）
- 岡本行夫（元内閣官房参与・内閣総理大臣補佐官）
- 小川郷太郎（エイ・エフ・エス日本協会理事長・元イラク復興支援大使）
- 鏡武（中東調査会副理事長・元駐シリア大使）
- 小林秀明（元迎賓館長・東宮侍従長）
- 服部則夫（元OECD大使・外務報道官）
- 槙田邦彦（元駐シンガポール大使・外務省アジア大洋州局長）
- 馬渕睦夫（元防衛大学校教授・駐ウクライナ大使）
- 美根慶樹（元日朝国交正常化交渉日本政府代表・防衛庁参事官）

## 著書

### 単著
- 『日露新時代への助走 : 打開の鍵を求めて』 （サイマル出版、1993年） ISBN 4-377-30961-7
- Japan's Foreign Policy, 1945-2003: the Quest for a Proactive Policy (Brill, 2005) ISBN 9004141863
- 『北方領土交渉秘録 : 失われた五度の機会』 （新潮社、2007年） ISBN 978-4-10-304771-1 / （新潮文庫、2011年） ISBN 978-4-10-134881-0
- 『歴史と外交 : 靖国・アジア・東京裁判』 （講談社〈講談社現代新書〉、2008年） ISBN 978-4-06-287971-2
- 『戦後日本が失ったもの : 風景・人間・国家』（角川書店〈角川oneテーマ21新書〉、2010年） ISBN 978-4-04-710250-7
- 『歴史認識を問い直す : 靖国、慰安婦、領土問題』（角川書店〈角川oneテーマ21新書〉、2013年） ISBN 978-4-04-110453-8
- 『危機の外交 : 首相談話、歴史認識、領土問題』（角川書店〈角川新書〉、2015年） ISBN 978-4-04-082011-8
- 『返還交渉 : 沖縄・北方領土の「光と影」』（PHP研究所〈PHP新書〉、2017年） ISBN 978-4-569-83226-5

### 共編著
- Russian Strategic Thought toward Asia, co-edited with Gilbert Rozman and Joseph P. Ferguson, (Palgrave Macmillan, 2006) ISBN 140397554X
- Japanese Strategic Thought toward Asia, co-edited with Gilbert Rozman and Joseph P. Ferguson, (Palgrave Macmillan, 2007) ISBN 9781403975539
- East Asia's Haunted Present: Historical Memories and the Resurgence of Nationalism, co-edited with Tsuyoshi Hasegawa, (Praeger Security International, 2008) ISBN 9780313356124
- 『「東北」共同体からの再生 : 東日本大震災と日本の未来』（川勝平太、増田寛也、藤原書店、2011年）ISBN 978-4-89434-814-1
- 『鏡の中の自己認識 : 日本と韓国の歴史・文化・未来』 朴勝俊と共編著（御茶の水書房、2012年） ISBN 978-4-275-00972-2
- 『日本の領土問題 : 北方四島、竹島、尖閣諸島』 保阪正康と対話（角川書店〈角川oneテーマ21新書〉、2012年） ISBN 978-4-04-110162-9
- 『内心、「日本は戦争をしたらいい」と思っているあなたへ』 保阪正康、富坂聰、宇野常寛、江田憲司、鈴木邦男、金平茂紀、松元剛と共著 （角川書店〈角川oneテーマ21新書〉、2013年） ISBN 978-4-04-110489-7
- 『合理的避戦論』小島英俊（著・対話）（イースト・プレス〈イースト新書〉、2014年） ISBN 978-4-7816-5033-3
- 『歴史問題ハンドブック』 波多野澄雄と共編（岩波書店〈岩波現代全書〉、2015年） ISBN 978-4-00-029165-1
- 『ロシアと日本 : 自己意識の歴史を比較する』 アレクサンドル・パノフと共著（東京大学出版会、2016年）ISBN 978-4-13-020305-0
- 『日本発の「世界」思想』森哲郎・中谷真憲と共編（藤原書店、2017年） ISBN 978-4-86578-107-6
- 『現代の「戦争と平和」　ロシアvs.西側世界』アレクサンドル・パノフと共著（K＆Kプレス、2024年）ISBN 978-4-906674-86-2

## 関連人物
- 鈴木宗男
- 佐藤優
- 川島裕
- 谷内正太郎
- 丹波實（元外務審議官、「ロシアンスクール」）